# Opius pulex
Opius pulex är en stekelart som beskrevs av Fischer 1969. Opius pulex ingår i släktet Opius och familjen bracksteklar. Inga underarter finns listade i Catalogue of Life.